# Wele-Nzas
Wele-Nzas és una de les 7 províncies que componen Guinea Equatorial.
Situada en la part est (E) i sud-est (ES) de Mbini (part continental del país), limita al nord amb la província de Kié-Ntem, a l'est i al sud amb la província gabonesa de Woleu-Ntem, i a l'oest amb la província de Centre Sud. La seva capital és la ciutat de Mongomo.

## Toponímia
El nom "Wele-Nzas" prové de Wele, el principal riu de Guinea Equatorial, i Nzas, una serralada 35 km al sud-oest de la ciutat de Mongomo.

## Geografia
Es localitza geogràficament entre els 1º30' N i els 11º20' E.

## Demografia
La població el 2013, va anar de 318,451 habitants, segons la Direcció general d'Estadístiques de Guinea Equatorial.

## Municipis i Districtes
La Província està constituïda dels següents Municipis i Districtes.
- Municipis
  - Mongomo
  - Oyala
  - Nsork
  - Añisok
  - Aconibe
  - Mengomeyén
  - Ayene
- Districtes
  - Districte de Mongomo (amb 56 Consells de Poblats)
  - Districte de Nsork (amb 23 Consells de Poblats)
  - Districte d'Añisok (amb 68 Consells de Poblats)
  - Districte d'Aconibe (amb 23 Consells de Poblats)